# Platforma kao servis
Platforma kao servis (PaaS) je jedan od tri osnovna tipa razvojnih modela računarstva u oblaku. Druga dva su: Softver kao servis i Infrastruktura kao servis.
Usluga koja se pruža korisniku je razvojno okruženje i potreban paket softverskih podsistema potrebnih za razvoj softvera. Platforma pruža korisniku skup alata i aplikativnih programskih interfejsa (API) koji se mogu koristiti za razvoj aplikacija.  Korisnik može razvijati, testirati i ditribuirati vlastite aplikacije koje se pokreću na infrastrukturi provajdera usluge. Provajder obezbeđuje platformu i izvršno okruženje koja najčešće uključuje servere,mrežnu infrastrukturu,centar za skladištenje podataka,operativne sisteme i programske jezike. Neki provajderi daju mogućnost automatskog prilagođavanja obima resursa tako da ih korisnik ne mora dodatno alocirati. Korisnik ima kontrolu nad aplikacijama i posredničkim slojem dok provajder usluge kontroliše ostale slojeve infrastrukture, ali korisnik može imati mogućnost izbora strukture okoline.Pogodnost je što tim koji radi na razvoju softvera nije ograničen geografskom lokacijom, ili resursima. Neki od primera su Amazon Elastic Beanstalk, Google App Engine, i Microsoft Azure.